# Carl Friedrich Ockert
Carl Friedrich Ockert (auch Karl Friedrich, * 1. Mai 1825 in Dresden; † 18. Juli 1899 in München) war ein deutscher Landschafts-, Jagd- und Tiermaler der Münchner Schule.

## Leben

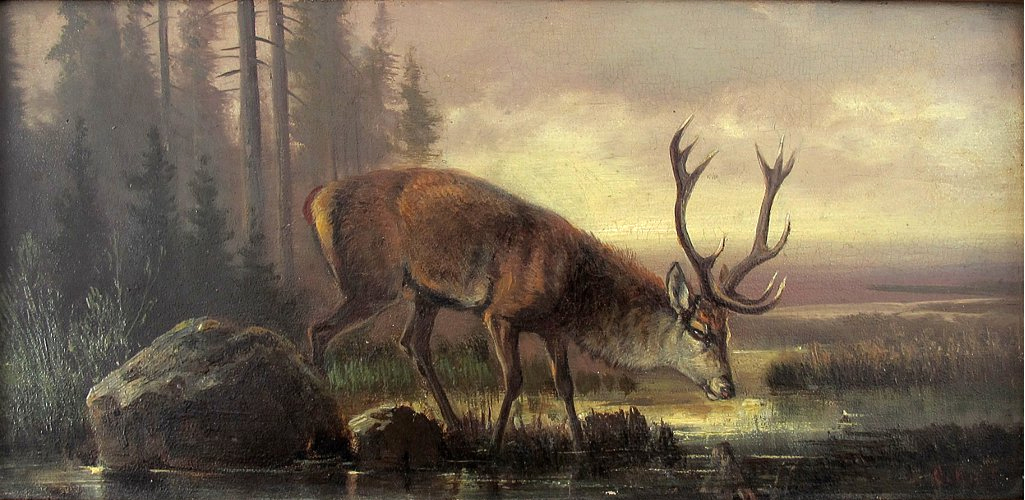
Zehnender an der Tränke

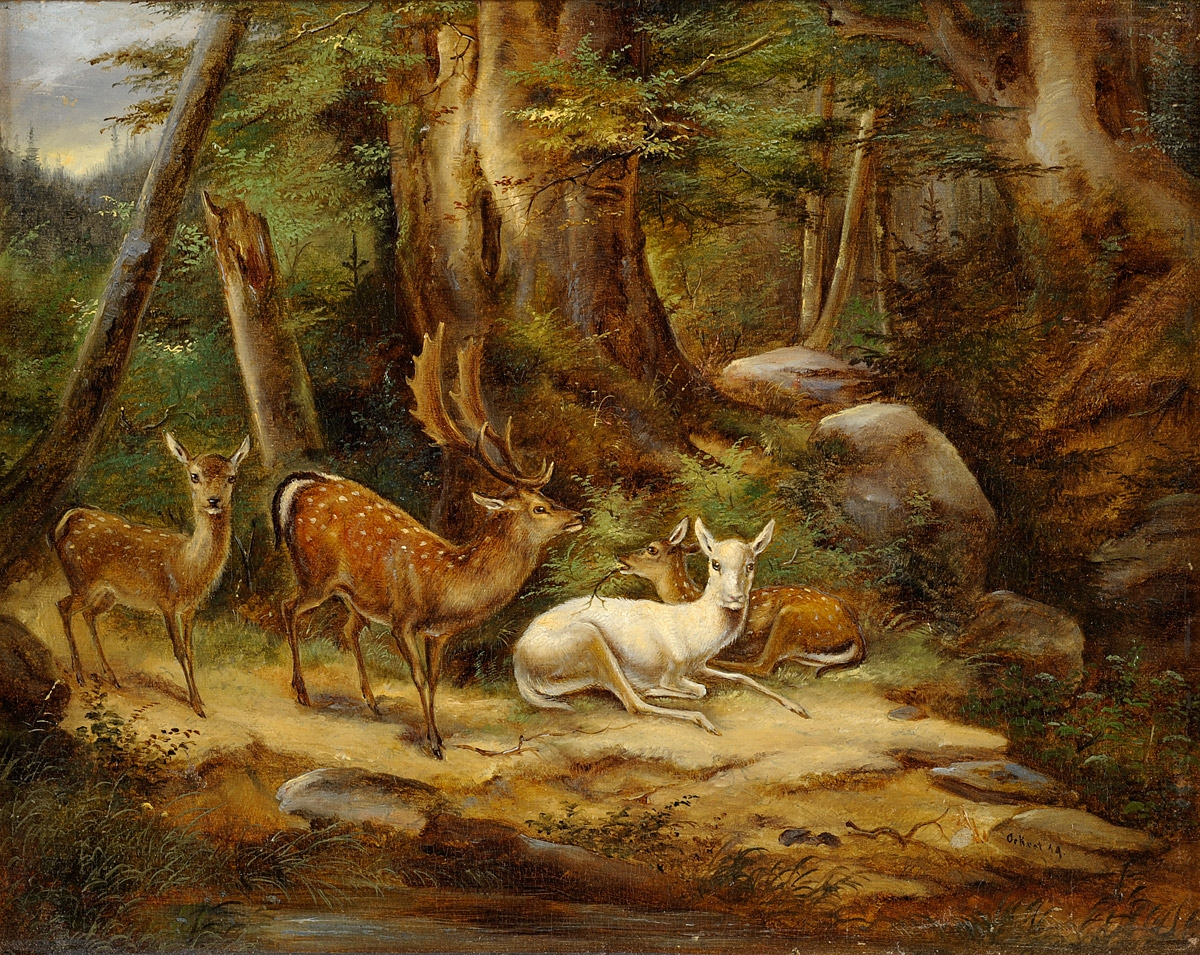
Edelwild

Ockert war der Sohn eines Königlichen Wildmeisters. Er studierte ab 1841 an der Dresdner Kunstakademie. Nach dem Studium schuf er anfangs kleinformatige Landschaftsbilder. Ab 1854 wurde er in München tätig, wo seit 1854 seinen Wohnsitz hatte und sich auf Rotwilddarstellungen spezialisierte. Siebzehn seiner Jagdbilder befinden sich in den Sammlungen des Münchner Stadtmuseums. Durch sorgsame Studien der Natur wurde er ein treuer Darsteller der jagdbaren Tiere Deutschlands und der Alpen. Dabei ließ er die landschaftliche Umgebung in charakteristischer Stimmung in seine Werke einfließen. Sein Repertoire umfasste Bären, Enten, Füchse, Hasen, Hühner, Hirsche und Rehe, Murmeltiere, Schnepfen, Wildkatzen und Wildschweine.
Publikationen
- Franz Hanfstaengl (Hrsg.): Ein Jagd-Album für alle Freunde des edlen Waidwerkes. Gemalt von Carl Ockert. Hanfstaengl, München 1867.
- Jagd-Album: 30 Skizzen aus dem Leben in der Natur. Hanfstaengl, München 1920.